# Châtenois (Alta Saona)
Châtenois è un comune francese di 132 abitanti situato nel dipartimento dell'Alta Saona nella regione della Borgogna-Franca Contea.

## Società

### Evoluzione demografica
Abitanti censiti